# Cratere Nerrivik
Nerrivik è un cratere sulla superficie di Callisto.